# 刑部侍郎
刑部侍郎，相当於现在的司法部副部长，雅稱小司寇、貳秋官、貳憲部。
「刑部」是六部（吏部即人事部、戶部即财政部加民政部、禮部即教育部加文化部、兵部即國防部、刑部即司法部、工部即建设部、水利部加国土资源部等）之一，即今之司法部。“侍郎”，相當於今日的副部長。尚書是部長，侍郎是副部長。

## 唐朝
高祖
李瑗
李叔良
刘德威
太宗
张允济
韦义节
张行成
崔仁师
李道裕
高宗
采宣明
段宝元
宋行质
刘燕客
魏满行
侯善业
李敬玄
袁公瑜
李叔昚
崔守业
张楚金
李义琛
赵仁恭
刘守悌
武后
张知默
魏尚德
周兴
崔元综
陆元方
刘如璿
皇甫丈备
宋玄爽
韦嗣立
崔绍业
韦峤
尹思贞
张柬之
中宗
崔昇
徐坚
冉祖雍
薛谦光
睿宗
齐景胄
程行谋
玄宗
程行谋
马怀素
崔玄祗
源光裕
崔玄同
李林甫
严挺之
郑少微
卢贞谅
宋鼎
孙逖
李麟
韦虚舟
房琯
肃宗
房琯
王缙
韩择木
李晔 (刑部侍郎)
颜真卿
卢元裕
代宗
王翊
高适
魏少游
黎幹
阎伯玙
李澥
德宗
蒋沇
关播
班宏
刘从一
杜亚
包佶
刘太真
韩洄
马炫
杜黄裳
奚陟
张彧
郑云逵
顺宗
郑云逵
许孟容
宪宗
许孟容
杨凭
崔枢
卢垣
王播
裴度
刘伯刍
马总
韩愈
柳公绰
李建
穆宗
李建
薛放
庾承宣
韦弘景
敬宗
韦弘景
于敖
刘栖楚
卢元辅
文宗
卢元辅
白居易
高釴
宇文鼎
冯宿
裴潾
李翱
萧澣
郑肃
舒元舆
郭承嘏
狄兼谟
高铢
孙简
武宗
孙简
卢商
李回
卢弘宣
刘三复
卢简辞
宣宗
马植
李廓
韦有翼
敬晦
裴休
刘瑑
毕𫍯
郑鲁
崔慎由
孙景商
李邺
夏侯孜
郑颢
杜审权
郑处诲
懿宗
李福
郑从谠
于琮
严祁
赵隐
韦蟾
僖宗
刘承雍
李景庄
李溥
李燠
韦庾
魏管
孙揆
昭宗
孙揆
郑凝绩
牛徽
杨涉
薛廷珪
昭宣帝
卢膺